# 헬로! 프로젝트 셔플 유닛
헬로! 프로젝트 셔플 유닛은 헬로! 프로젝트의 멤버에 걸쳐서 결성한 유닛이다. 2000년부터 2005년까지 3조로 분할하여 결성하였으나, 2009년부터 커버 앨범의 발매에 수반해 결성하였다.

## 유닛과 참가 멤버
그룹의 테두리를 넘은 편성이 특징이며, 유닛은 매년 특정의 테마에 해당된다.
- 2003년까지는 기본적으로 전원 참가이지만, 모닝구무스메。를 졸업한 멤버는 참가하지 않고, 그 이외에도 데뷔 직후 멤버들의 불참가자가 있다.
- 2004년은「H.P.올스타즈」로서, 하로프로 멤버 46명 전원이 낸 CD가 셔플 유닛으로서 다루어졌다. 덧붙여 이 CD의 다른 수록곡(2곡)은 다음 2005년의 셔플 유닛과 같게 선발된 멤버에 의하는 것이 되고 있다.
- 2005년은 선발된 멤버만 참가가 되고 있다.
- 2009년부터는 4년 만에 커버 앨범의 발매로 인해 하로프로 전원 멤버로서 참가하였다.

### 2000년: 컬러 유닛
- 아카구미4 (あか組4) : 나카자와 유코, 고토 마키, 시노다 미호(T&C봄바 해산 후는 요시자와 히토미), 다니엘(졸업 후는 마에다 유키)
- 키이로5 (黃色5) : 아베 나츠미, 야스다 케이, 헤이케 미치요, RuRu(T&C봄바 해산 후는 카고 아이), 아야카
- 아오이로7 (青色7) : 이이다 카오리, 이치이 사야카(졸업 후는 쯔지 노조미), 야구치 마리, 이나바 아츠코, 코미나토 미와(T&C봄바 해산 후는 이시카와 리카), 미카, 레후아

### 2001년: 축제 유닛
- 산닌 마츠리 (三人祭) : 이시카와 리카, 카고 아이, 마츠우라 아야
- 나나닌 마츠리 (七人祭) : 야구치 마리, 고토 마키, 헤이케 미치요, 아야카, 레후아, 아사미, 시바타 아유미
- 쥬닌 마츠리 (十人祭) : 이이다 카오리, 아베 나츠미, 야스다 케이, 요시자와 히토미, 쯔지 노조미, 미카, 린네, 무라타 메구미, 사이토 히토미, 오오타니 마사에

### 2002년: 행복 유닛
- 하피♥7 : 다카하시 아이, 카고 아이, 사이토 히토미, 오가와 마코토, 니이가키 리사, 미카, 아사미
- 섹시8 : 야구치 마리, 고토 마키, 이시카와 리카, 요시자와 히토미, 헤이케 미치요, 아야카, 사토다 마이, 오오타니 마사에
- 오도루♥11 : 이이다 카오리, 아베 나츠미, 야스다 케이, 쯔지 노조미, 콘노 아사미, 린네, 무라타 메구미, 시바타 아유미, 마츠우라 아야, 이시이 리카, 후지모토 미키

### 2003년: 자연 유닛
- SALT5 : 아베 나츠미, 카고 아이, 오가와 마코토, 마츠우라 아야, 마에다 유키
- 7AIR :  다카하시 아이, 이시카와 리카, 니이가키 리사, 이나바 아츠코, 미카, 사토다 마이, 오오타니 마사에
- 11WATER : 이이다 카오리, 야구치 마리, 요시자와 히토미, 쯔지 노조미, 콘노 아사미, 후지모토 미키, 아야카, 아사미, 사이토 히토미, 무라타 메구미, 시바타 아유미

### 2004년: H.P.올스타즈
이 해는 3조의 유닛을 결성하지 않고,「H.P.올스타즈」로서, 하로프로 멤버 46명 전원에 의한 CD를 릴리스 했다. 이외에 CD에서는 이하의 선발 멤버에 의한 2곡이 수록되고 있다.
- 三角関係 (이나바 아츠코, 오오타니 마사에, 시바타 아유미, 마츠우라 아야)
- 好きになっちゃいけない人 (다나카 레이나, 무라카미 메구미, 스즈키 아이리)

### 2005년: 우아 유닛
- 섹시오토나쟝 : 후지모토 미키, 나츠야키 미야비, 무라카미 메구미
- 에레지즈 : 다카하시 아이, 다나카 레이나, 사토다 마이, 시바타 아유미
- 푸리푸리핑크 : 나카자와 유코, 이이다 카오리, 야스다 케이, 이나바 아츠코

### 챤푸루 유닛
2009년 6월에 층쿠♂에 의해 High-King을 제외한 탄포포 · 풋치모니 · 미니모니。· ZYX · 아아! · 비유덴이 신멤버로 재결성하는 것이 발표되어 다음 7월 15일에 커버 앨범「チャンプル①〜ハッピーマリッジソングカバー集〜」를 발매했다.
- High-King : 다카하시 아이, 시미즈 사키, 야지마 마이미, 다나카 레이나, 마에다 유카
- 속・비유덴 : 스가야 리사코, 미치시게 사유미, 쥰쥰
- 아아! : 나츠야키 미야비, 스즈키 아이리, 사호 아카리
- ZYX-α : 니이가키 리사, 우메다 에리카, 쿠스미 코하루, 츠구나가 모모코, 토쿠나가 치나미, 스도우 마아사, 와다 아야카, 오가와 사키
- 신미니모니。: 링링, 후쿠다 카논, 타케우치 아카리, 미야모토 카린
- 풋치모니V : 나카지마 사키, 하기와라 마이, 마노 에리나
- 탄포포# : 카메이 에리, 미츠이 아이카, 쿠마이 유리나, 오카이 치사토

### 헬로! 프로젝트 모베키마스
2011년 11월 26일에「헬로! 프로젝트 모베키마스」로서, 모닝구무스메。10기 멤버의 4명을 제외한 하로프로 멤버 29명 참가에 의한 CD「ブスにならない哲学」을 발매하였다.
- 모(モ)=모닝구무스메。
- 베(ベ)=Berryz코보
- 키(キ)=℃-ute
- 마(マ)=마노 에리나
- 스(ス)=스마이레지

### 하로프로 올스타즈
2018년 8월에 헬로! 프로젝트의 전 멤버에서「하로프로 올스타즈」를 결성해, 동년 9월 26일에 싱글「YEAH YEAH YEAH／憧れのStress-free／花、闌の時」를 발매하였다.

## 비고
- 2000년부터 2005년까지 매년 유닛에 참가한 이이다 카오리는 제일 많은 인원수의 유닛에 참가하였다.

## 음악

### 싱글
- 赤い日記帳 (아카구미4, 2000년 3월 8일)
- 黄色いお空でBOOM BOOM BOOM (키이로5, 2000년 3월 8일)
- 青いスポーツカーの男 (아오이로7, 2000년 3월 8일)
- チュッ! 夏パ～ティ (산닌 마쯔리, 2001년 7월 4일)
- サマーれげぇ! レインボー (나나닌 마쯔리, 2001년 7월 4일)
- ダンシング! 夏祭り (쥬닌 마쯔리, 2001년 7월 4일)
- 幸せビーム! 好き好きビ－ム! (하피♥7, 2002년 7월 3일)
- 幸せですか? (섹시8, 2002년 7월 3일)
- 幸せきょうりゅう音頭 (오도루♥11, 2002년 7월 3일)
- 壊れない愛がほしいの・GET UP!ラッパー・BE ALL RIGHT! (7AIR/SALT5/11WATER, 2003년 7월 9일)
- オンナ、哀しい、オトナ/印象派 ルノアールのように/人知れず 胸を奏でる 夜の秋 (섹시오토나쟝/에레지즈/푸리푸리핑크, 2005년 6월 22일)

### 싱글V
- DVDザ・黄青あか (키이로5/아오이로7/아카구미4, 2000년 5월 24일)
- ザ・三・7・10人祭 (산닌 마쯔리/나나닌 마쯔리/쥬닌 마쯔리, 2001년 8월 29일)
- 싱글V「幸せビーム! 好き好きビーム!」「幸せですか?」「幸せきょうりゅう音頭」」(하피♥7/섹시8/오도루♥11, 2002년 8월 21일)
- 싱글V「壊れない愛がほしいの・GET UP!ラッパー・BE ALL RIGHT! (7AIR·SALT5·11WATER, 2003년 7월 9일)
- 싱글V「オンナ、哀しい、オトナ/印象派 ルノアールのように/人知れず 胸を奏でる 夜の秋」(섹시오토나쟝/에레지즈/푸리푸리핑크, 2005년 7월 6일)

### 앨범
- 풋치베스트 -황청적- (2000년 4월 26일)
- 풋치베스트2 -3·7·10- (2001년 12월 19일)
- 풋치베스트3 (2002년 12월 18일)
- 풋치베스트4 (2003년 12월 17일)
- 풋치베스트5 (2004년 12월 22일)
- 풋치베스트6 (2005년 12월 21일)
- 헬로! 프로젝트 셔플 유닛 메가베스트 (CD+DVD) (2008년 12월 10일)
- 챤푸루① ~해피 메리지 송 커버집~ (2009년 7월 15일)
- 풋치베스트10 (2009년 12월 2일, ピラッ! 乙女の願い(풋치모니V)/アンブレラ(탄포포#)/夢と現実(아아!)/ペン ペン 兄弟(신미니모니。)/DESTINY LOVE(High-King)를 수록.)

### DVD
- 풋치베스트 DVD (2004년 12월 15일)
- 풋치베스트2 DVD (2004년 12월 15일)
- 풋치베스트3 DVD (2004년 12월 15일)
- 풋치베스트4 DVD (2003년 12월 17일)
- 풋치베스트5 DVD (2004년 12월 15일)
- 풋치베스트6 DVD (2005년 12월 21일)

## 같이 보기
- 헬로! 프로젝트